# Opera Nazionale di Bucarest
L'Opera Nazionale di Bucarest (in romeno Opera Națională București) è una delle compagnie nazionali di opera e balletto della Romania. Si trova in un edificio storico a Bucarest, costruito nel 1953, vicino al quartiere Cotroceni.

## Storia
L'Opera di Bucarest deve la sua creazione al compositore rumeno George Stephănescu, professore di musica presso l'Università Nazionale di Musica di Bucarest. Fondò la Compagnia di opere rumene (Compania Opera Română). Questa compagnia lanciò nel maggio 1885 un repertorio operistico principalmente in italiano e francese di grande popolarità e vaudeville, provenienti dall'opera buffa.
Fondata nel 1919, la "Lyric Society" prese il nome di "Opera rumena" nel 1921. La nuova istituzione aprì la sua attività il 20 dicembre 1921 con "Lohengrin" sotto la direzione di George Enescu.
La costruzione dell'attuale teatro dell'opera di Bucarest risale al 1953 e permette di assistere a spettacoli di opera e balletto.
La prima opera rappresentata nel teatro moderno fu la Dama di picche di Čajkovskij il 9 gennaio 1954; il primo balletto fu Coppélia, la sera seguente.
La loro stagione annuale va da settembre a giugno.

## Descrizione
La facciata dell'edificio ha un portico con tre archi monumentali decorati con statue di quattro muse. Tre porte di accesso consentono l'ingresso nella sala. Il palco è largo 24 metri e profondo 20 metri e alto 30 metri. All'ultimo piano c'è il Museo dell'Opera.
Il suo auditorium ha 952 posti, ma occasionalmente i concerti si svolgono nel Foyer Giallo con un massimo di 200 posti. La società ha presentato 182 spettacoli nel 2009 (contro i 146 del 2006). All'inizio di ogni stagione è tenuto uno spettacolo gratuito all'aperto per promuovere l'opera e gli artisti, "Promenada Operei".